# Mutulu Shakur
Mutulu Shakur (nacido Jeral Wayne Williams; 8 de agosto de 1950 – 7 de julio de 2023) fue un asesino convicto, activista neoafricano y miembro del Ejército de Liberación Negro que fue sentenciado a sesenta años de prisión por su participación en un robo en 1981 de un camión blindado Brink's, durante la comisión del delito fueron asesinados un vigilante de seguridad y dos agentes de policía.
Shakur estuvo políticamente activo cuando era adolescente en el Movimiento de Acción Revolucionaria (RAM) y más tarde en el movimiento separatista negro de la República de Nueva África. Era el padrastro del rapero Tupac Shakur.
Shakur obtuvo la libertad condicional después de cumplir casi 37 años de prisión y murió unos ocho meses después.

## Primeros años y activismo
Shakur nació en Baltimore, Maryland, el 8 de agosto de 1950, como Jeral Wayne Williams. A los siete años, se mudó a Jamaica, Queens, Nueva York, con su madre, que era ciega, y su hermana menor.
Al final de su adolescencia, Shakur era políticamente activo con el Movimiento de Acción Revolucionaria (RAM) y luego se unió a la República de Nueva África.
En 1970, Shakur comenzó a trabajar con el programa Lincoln Detox, que ofrecía rehabilitación de drogas para la adicción a la heroína mediante acupuntura, en lugar de metadona, un fármaco aprobado por la Administración de Alimentos y Medicamentos.  Con el tiempo, se convirtió en subdirector del programa y permaneció asociado con el programa hasta 1978. Obtuvo la certificación y la licencia para practicar la acupuntura en el Estado de California en 1979. Luego ayudó a fundar y dirigir la Asociación Asesora de Acupuntura Negra de América del Norte (BAAANA) y el Instituto de Acupuntura de Harlem.

## El robo delcamión blindadoBrink's de 1981, arresto y encarcelamiento
Shakur fue uno de varios miembros del Ejército Negro de Liberación que llevaron a cabo el robo de un vehículo blindado en octubre de 1981 en Nanuet, Nueva York. Con la ayuda de la Organización Comunista 19 de Mayo y exmiembros de Weather Underground, el equipo de Ejército Negro de Liberación  robó 1,6 millones de dólares en efectivo de un vehículo de Brinks en el Nanuet Mall. Los ladrones mataron al guardia de seguridad de Brink's, Peter Paige, e hirieron gravemente a otro, Joseph Trombino. Poco después, mataron a los agentes de policía de Nyack, Nueva York, Edward O'Grady y Waverly Brown, que habían detenido un vehículo de fuga.
Shakur, el presunto cabecilla del grupo, evadió la captura durante más de cinco años y, por tanto, fue el último en ir a juicio por cargos relacionados con el robo. En 1982, Shakur, Marilyn Buck y otros involucrados en BLA y M19CO fueron acusados de cargos de la Ley de Organizaciones Corruptas e Influenciadas por Extorsión  (RICO), que abarcaban el robo de Brinks y otros robos similares, así como también de diseñar la fuga de 1979 de prisión de una ciudad de Nueva Jersey de Assata Shakur. Mientras estaba prófugo, el 23 de julio de 1982, se convirtió en la persona número 380 agregada a la lista de los diez fugitivos más buscados del FBI. Fue arrestado el 12 de febrero de 1986 en California por el FBI. 
El Segundo Circuito de Cortes de Apelaciones de Estados Unidos anuló una orden de liberación de Shakur bajo fianza previa al juicio.  Shakur y Buck fueron juzgados en 1987 y condenados el 11 de mayo de 1988.  Recibió una sentencia de 60 años. Las condenas y la sentencia fueron confirmadas en apelación.
Aunque la libertad condicional federal fue abolida en la Ley de Reforma de Sentencias de 1984, las condenas de Shakur estaban exentas porque las disposiciones de la ley no se aplicaban a los delitos cometidos antes de noviembre de 1987. Según las normas vigentes en el momento de sus delitos, Shakur debía recibir libertad condicional obligatoria. determinación después de cumplir treinta de su sentencia original de sesenta años, que llegó en 2016.
Sin embargo, la Comisión de Libertad Condicional de Estados Unidos negó su liberación en 2016, 2018 y principios de 2022.  En octubre de 2019, Shakur renovó su búsqueda de una reducción de la sentencia solicitando al tribunal de sentencia una liberación compasiva en virtud de la Ley del Primer Paso, pero la reparación le fue nuevamente denegada.
El 10 de noviembre de 2022, la Comisión de Libertad Condicional reconsideró su caso y concedió a Shakur la libertad condicional a partir del 16 de diciembre de 2022, a la luz del deterioro de su salud. Shakur fue liberado en esa fecha y murió unos ocho meses después.

## Vida personal
En 1975, se casó con Afeni Shakur, la madre de Tupac. Tuvieron una hija , Sekyiwa. Se divorciaron en 1982.
En junio de 2022, se reveló que Shakur tenía cáncer de médula ósea terminal y le quedaban "seis meses de vida". Murió a causa de la enfermedad el 7 de julio de 2023, a los 72 años, unos ocho meses después de haber obtenido la libertad condicional.